# Анабел Маркова
Анабел Маркова (по баща Анабел Дилк, на английски: Annabel Markova и Annabel Dilke) е британска журналистка и писателка, трета съпруга на българския писател Георги Марков. Тя е авторка на осем книги (1964 – 2013), седем от които (1964 – 2007) подписани с името ѝ по баща и една (2013) – с името ѝ по мъж.

## Биография
Анабел Дилк е родена на 28 април 1942 г. в Лондон, Англия. Тя е дъщеря на Кристофър Уентуърт Дилк и Алис Мери Бест.
Анабел Дилк се омъжва за Георги Марков на 5 юли 1975 г. в кметството на Кенсингтън, в центъра на Лондон. Кумове са югославянинът Сретен и Едуард Ашкрофт, бивш началник на южноевропейския отдел на Би Би Си, брат на английската актриса Пеги Ашкрофт. На 9 юни 1976 г. се ражда единственото дете на Анабел и Георги – тяхната дъщеря Александра Райна (Alexandra Raina). По-късно Саша Маркова (Sasha Markova) се занимава с фотография, работи в киното, пише талантливо и живее в Лондон с майка си Анабел, която след смъртта на Георги Марков (11 септ. 1978) не се омъжва повторно.

## Творчество
Анабел Маркова е авторка на следните романи:
- „Правило три: преструвай се на изтънчена“ („Rule Three: Pretend to be Nice“, 1964).
- „Разсъмване захарно или някой, с когото да спиш“ („Dawn Sugar or Someone to Sleep with“, 11 авг. 1972).
- „Разделната стена“ („The Party Wall“, 1 май 1989)
- „Настояще от миналото“ („Present from the Past“, 28 ян. 1993).
- „Наследството“ („The Inheritance“, 5 юли 2004).
- „Тайни връзки“ („Secret Relations“, 1 авг. 2005).
- „Съвършено отмъщение“ („A Perfect Revenge“, 3 септ. 2007).
- „Семейният крадец“ („The Family Thief“, 6 юни 2013).

Творчеството на Анабел Маркова не е превеждано в България.